# Массон, Эмиль (младший)
Эмиль Массон-младший (нидерл. Émile Masson; 1 сентября 1915, Грас-Олонь, Бельгия — 2 января 2011, Льеж, Бельгия) — бельгийский профессиональный шоссейный велогонщик в 1935-1939 и 1945-1951 годах. Двукратный чемпион Бельгии в групповой гонке (1946, 1947). Победитель велогонок: Флеш Валонь (1938) и Париж — Рубе (1939). Сын бельгийского профессионального велогонщика Эмиля Массона (1888-1973).

## Достижения
1935
1-й — Этап 5 Тур Люксембурга
1938
1-й Флеш Валонь
1-й — Этап 17 Тур де Франс
4-й Париж — Рубе
4-й Бордо — Париж
7-й Тур Фландрии
9-й Париж — Брюссель
1939
1-й Париж — Рубе
5-й Париж — Ницца — Генеральная классификация
1-й — Этап 2
8-й Бордо — Париж
1946
1-й  Чемпион Бельгии - Групповая гонка
1-й Бордо — Париж
4-й Флеш Валонь
1947
1-й  Чемпион Бельгии - Групповая гонка
6-й Флеш Валонь
1949
2-й Бордо — Париж
7-й Льеж — Бастонь — Льеж
1950
5-й Бордо — Париж
1951
10-й Бордо — Париж

### Гранд-туры
| Гранд-тур      | 1938 |
| -------------- | ---- |
| Джиро д’Италия | —    |
| Тур де Франс   | 34   |

| — | Не участвовал |